# 梅氏食蚊脂鯉
梅氏食蚊脂鯉，為輻鰭魚綱脂鯉目脂鯉亞目脂鯉科的其中一個種。分布於南美洲巴西do Braço河流域，體長可達8.5公分，棲息在底中層水域，以孑孓及水生無脊椎動物為食，生活習性不明。

## 扩展阅读
維基物種上的相關：梅氏食蚊脂鯉